# Sarsippius' Ark (Limited Edition)
Sarsippius' Ark (Limited Edition) è il secondo album del gruppo hardcore funk metal Infectious Grooves, pubblicato nel 1993 dall'etichetta discografica Epic Records per la Sony Music Entertainment Inc.
È prodotto da Mike Muir e Robert Trujillo con Paul Northfield (tracce 2, 4, 6, e 13), Mark Dodson (tracce 8 e 14) e Tom Fletcher (tracce 7 e 11). L'album contiene due cover, Immigrant Song dei Led Zeppelin e Fame di David Bowie e John Lennon. Le tracce 1, 3, 5, 9, 12, 15 e 19 sono introduzioni parlate del personaggio Sarsippius.

## Tracce
1. Intro (Robert Trujillo, Mike Muir) - 0:41
2. Turtle Wax (Funkaholics Anonymous) (Trujillo, Muir) - 3:30
3. No Cover/2 Drinks Minimum (Trujillo, Muir) - 0:46
4. Immigrant Song (Jimmy Page, Robert Plant) - 2:57
5. Caca De Kick (Trujillo, Muir) - 0:37
6. Don't Stop, Spread the Jam! (Muir, Trujillo, Adam Siegel, Dean Pleasants) - 4:01
7. Three Headed Mind Pollution (Muir, Trujillo) - 4:25
8. Slo-Motion Slam (Muir, Trujillo) - 3:59
9. A Legend in His Own Mind (Ladies Love 'Sip) (Muir, Trujillo) - 1:16
10. Infectious Grooves * (Muir, Trujillo, Dave Dunn) - 4:36
11. These Freaks Are Here to Party (Muir, Trujillo) - 4:09
12. The Man Behind the Man (Muir, Trujillo) - 0:39
13. Fame (John Lennon, David Bowie, C.Alomar) - 4:47
14. Savor Da Flavor (Muir, Trujillo) - 3:53
15. No Budget/Dust Off the 8-Track! (Muir, Trujillo) - 0:40
16. Infectious Grooves ** (Muir, Trujillo, Dunn) - 4:04
17. You Pick Me Up (Just to Throw Me Down) "Therapy" * (Muir, Trujillo) - 3:11
18. Do the Sinister * (Muir, Trujillo) - 5:22
19. Big Big Butt, by Infectiphibian (Muir, Trujillo) - 0:55
20. Spreck *** (Trujillo) - 2:34

* = Registrata live all'Universal Amphitheater, 18 aprile 1992.

** = Versione demo registrata su registratore 8-piste, 1989.

*** = Traccia nascosta

## Formazione
- Mike Muir - voce
- Robert Trujillo - basso
- Dean Pleasants - chitarra
- Adam Siegel - chitarra
- Josh Freese - batteria

## Musicisti ospiti
- Stephen Perkins - percussioni in Slo-Motion Slam e Savor Da Flavor.
- Phil Kettner - chitarra solista in Slo-Motion Slam, Savor Da Flavor e Infectious Grooves (live).
- Christian Gaiters - chitarra in Savor Da Flavor e Infectious Grooves (live).
- Dave Dunn - tastiere in Slo-Motion Slam e Infectious Grooves (live).
- Scott Crago - batteria in Slo-Motion Slam e Savor Da Flavor.
- Sam Pokebo - batteria in Infectious Grooves (live).